# Louis-François Bertin

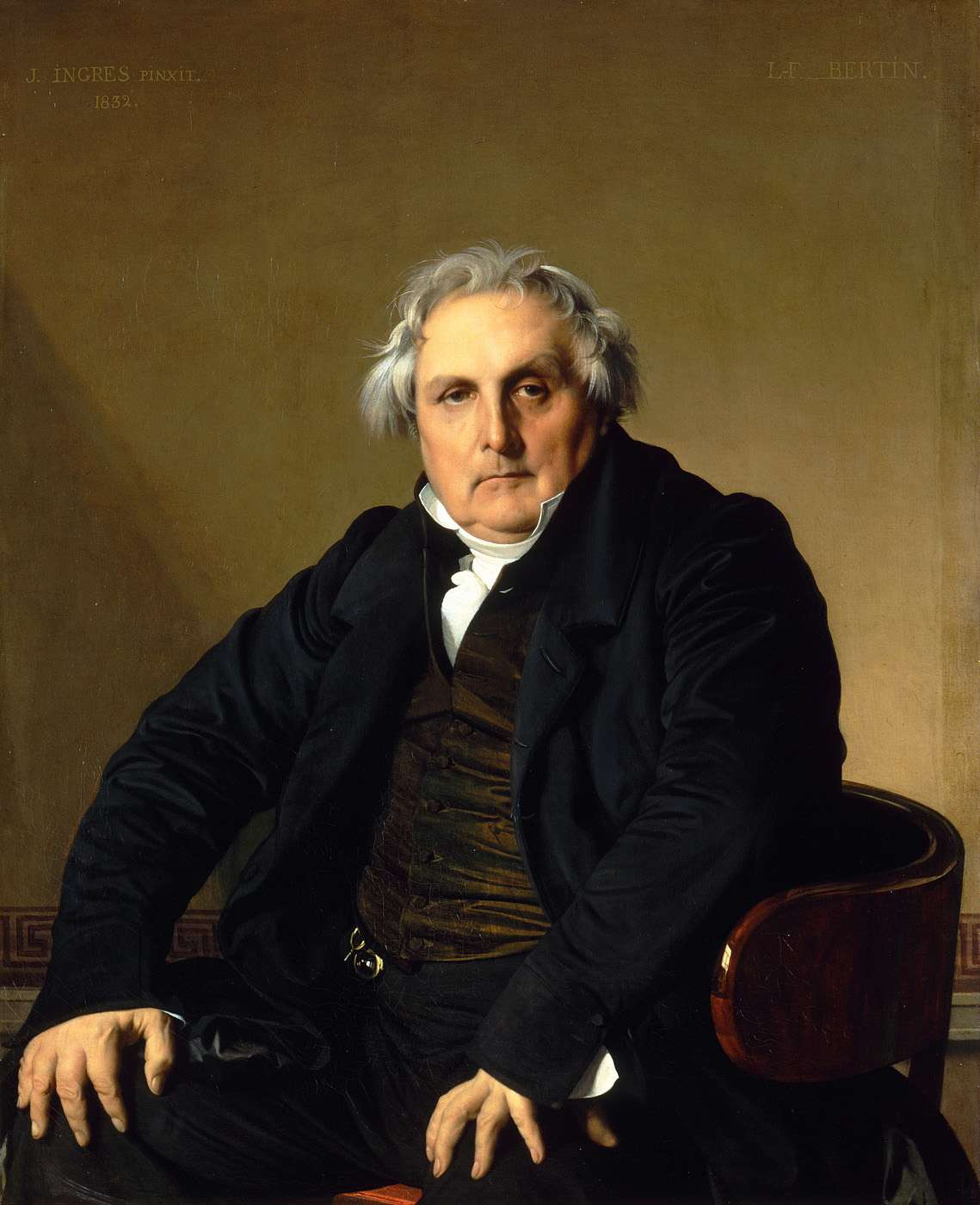
Porträt Louis-François Bertins von Jean-Auguste-Dominique Ingres, 1832

Louis-François Bertin, genannt Bertin der Ältere (französisch Bertin l’aîné) (* 14. Dezember 1766 in Paris; † 13. September 1841 in Paris) war ein französischer Journalist und politischer Autor.

## Leben
Louis-François Bertin war der Sohn eines Sekretärs des Herzogs von Choiseul und hatte einen jüngeren Bruder, Louis-François Bertin de Vaux (* 1771; † 1842). Er wollte sich dem geistlichen Stand widmen, wählte aber infolge der Französischen Revolution die Journalistenlaufbahn. Er entfaltete demgemäß seit 1793 eine große journalistische Tätigkeit, arbeitete zunächst am Journal Français, dann am Courrier Universel mit und gab nach dem Sturz Robespierres den Éclair heraus, der 1798 vom Direktorium als royalistisch unterdrückt wurde. Bertin musste sich verstecken, um der Verbannung zu entgehen. Nach dem Staatsstreich Napoleons erwarb er im Januar 1800 mit seinem Bruder von dem Drucker Baudouin das seit 1789 bestehende Journal des débats et des décrets, das unter ihm als Journal des débats politiques et littéraires herauskam und bald das bedeutendste Organ der monarchisch gesinnten Partei wurde. 
Nachdem Bertin schon 1800 neun Monate in einem Gefängnis, dem Temple, eingesessen hatte, wurde er im Februar 1801 wegen angeblicher Verschwörung mit England erneut verhaftet und nach Elba verwiesen und erhielt nur mit Mühe die Erlaubnis, den Aufenthalt auf der Insel mit dem in Italien zu vertauschen. 1804 nach Paris zurückgekehrt, übernahm er wieder die Redaktion seines Blattes, das aber auf Befehl des zum Kaiser aufgestiegenen Napoleon den Titel Journal de l’Empire führen musste und unter der Leitung des der Redaktion aufgedrängten Joseph Fiévée, an dessen Stelle 1808 Étienne trat, eine fast ganz regierungstreue Linie erhielt. Mit François-René de Chateaubriand, den Bertin schon in Italien kennengelernt hatte, redigierte er damals auch den Mercure de France, verlor aber 1811 durch Napoleons Ungunst sein Eigentumsrecht am Journal de l’Empire ganz.
Erst nach der Rückkehr der Bourbonen erschien Bertins Zeitung im April 1814 unter dem alten Titel Journal des débats politiques et littéraires wieder und  verteidigte die legitime Monarchie mit Eifer. Während Napoleons Herrschaft der Hundert Tage (März–Juni 1815) wurde das Blatt daher an einen willfährigen Journalisten verschenkt. Bertin folgte unterdessen Ludwig XVIII. nach Gent und nahm dort an der Redaktion des Moniteur de Gand teil. Die zweite Restauration rief ihn nach Paris zu seinem Blatt zurück. Seit dem Regierungsantritt Karls X. (1824), auf dessen Befehl Chateaubriand aus der Administration des Journals austreten musste, wandte sich Bertin von der Sache der Bourbonen ab und trat für die konstitutionellen Grundsätze der Doktrinäre ein. Später wirkte er zugunsten der maßvollen Verwaltung Martignacs, schloss sich aber, als dieser zurücktrat, von neuem der Opposition an und polemisierte gegen das letzte Ministerium Karls X. Im Juni 1830 hatte sich das Blatt wegen eines Aufsatzes zu verteidigen, der mit den Worten endigte: „Malheureuse France, malheureux roi!“
Nach dem Sieg der Julirevolution von 1830 erklärte sich Bertin, obgleich er anfangs den Beitritt zur Opposition der liberalen Journale gegen die Juliordonnanzen verweigert hatte, für den „Bürgerkönig“ Louis-Philippe I. und war eine von dessen wichtigsten Stützen. Allerdings wahrte er sich eine gewisse Unabhängigkeit. Er starb am 13. September 1841 im Alter von 74 Jahren.
Seine beiden Söhne Louis-Marie-Armand Bertin (* 1801; † 1854) und Edouard Bertin (* 1797; † 1871)  leiteten nach seinem Tod nacheinander das Journal des débats. Seine Tochter Louise-Angélique Bertin (* 1805; † 1877) war eine Dichterin, Malerin und Komponistin.